# Royal Highland Fusiliers of Canada
The Royal Highland Fusiliers of Canada, abrégé en RHFC, littéralement « Les Fusiliers royaux des hautes-terres du Canada », sont un régiment d'infanterie de la Première réserve de l'Armée canadienne composé d'un bataillon. Ayant été fondé en 1866 en tant que le « 29th "Waterloo Battalion of Infantry" » (littéralement le « 29e "Bataillon d'infanterie de Waterloo" »), il fait partie des plus anciens régiments des Forces armées canadiennes. Il fait partie du 31e Groupe-brigade du Canada au sein de la 4e Division du Canada et est basé à Cambridge en Ontario.
The Highland Fusiliers of Canada est né de la fusion entre The Highland Light Infantry of Canada (« Le Régiment de Perth et de Waterloo (Infanterie légère des hautes-terres du Canada) ») et les Scots Fusiliers of Canada (« Les Fusiliers scots du Canada ») en 1965. De 1954 à 1957, The Highland Light Infantry of Canada était fusionnée avec The Perth Regiment et portait alors le nom de « The Perth and Waterloo Regiment (Highland Light Infantry of Canada) » (« Le Régiment de Perth et de Waterloo (Infanterie légère des hautes-terres du Canada »). Le titre « royal » a été accordé au régiment en 1998.
De plus, le régiment perpétue l'héritage de trois bataillons du Corps expéditionnaire canadien (CEC) de la Première Guerre mondiale, les 34e, 111e et 118e Bataillon "outre-mer", CEC. En tout, l'unité a reçu 28 honneurs de bataille au cours de son histoire.

## Rôle et organisation

Insigne distinctif de la 4e Division du Canada

Tout comme c'est le cas pour les autres unités de la Première réserve de l'Armée canadienne, le rôle des Royal Highland Fusiliers of Canada est de former des soldats afin de servir de renfort lors des opérations des Forces armées canadiennes ainsi que d'être prêts pour le service actif pour appuyer les autorités civiles lors de catastrophes naturelles dans la région locale. Entre autres, les membres du régiment ont participé à des missions de maintien de la paix en Égypte, à Chypre, au Cambodge, en Namibie, en Yougoslavie, en Afghanistan et au Darfour.
The Royal Highland Fusiliers of Canada sont un régiment d'infanterie du 31e Groupe-brigade du Canada, un groupe-brigade de la Première réserve de l'Armée canadienne qui fait partie de la 4e Division du Canada. Le régiment est composé d'un seul bataillon qui est basé à Cambridge en Ontario,.

## Histoire

### Origines et création
The Royal Highland Fusiliers of Canada tirent leurs origines de groupes mennonites de la région de Waterloo en Ontario qui se sont organisés en une compagnie non armée lors de la guerre de 1812 qui servait à transport de l'approvisionnement. Officiellement, l'unité a été fondée par la création du 29th "Waterloo Battalion of Infantry" à Berlin en Ontario le 14 septembre 1866.

### Seconde Guerre mondiale

#### The Highland Light Infantry of Canada
Le 24 mai 1940, The Highland Light Infantry of Canada mobilisa un bataillon pour le service actif. Le 7 novembre suivant, celui-ci devint le 1er Bataillon, The Highland Light Infantry of Canada tandis que le bataillon de réserve devint le 2e Bataillon. Le 20 juillet 1941, le 1er Bataillon s'embarqua pour la Grande-Bretagne. Il participa au débarquement en Normandie le « Jour J », c'est-à-dire le 6 juin 1944. Il combattit dans le Nord-Ouest de l'Europe en tant que composante de la 9e Brigade d'infanterie canadienne au sein de la 3e Division d'infanterie canadienne. Le 1er juin 1945, le régiment mobilisa le 3e Bataillon qui fit partie des troupes d'occupation canadiennes en Allemagne. Le 15 janvier 1946, le 1er Bataillon fut officiellement dissout, suivi du 3e Bataillon le 1er mai de la même année. Le bataillon de réserve abandonna alors la mention de 2e Bataillon.

#### The Scots Fusiliers
Le 5 mars 1942, The Scots Fusiliers mobilisèrent un bataillon pour le service actif. Celui-ci fut appelé 1er Bataillon, The Scots Fusiliers tandis que le bataillon de réserve devint le 2e Bataillon. Le 1er Bataillon servit dans un rôle de défense territoriale au Canada. Il fut officiellement dissous le 15 octobre 1943 et le bataillon de réserve abandonna alors la mention de 2e Bataillon.

## Honneurs de bataille

Drapeau consacré des Royal Highland Fusiliers of Canada affichant 18 des 28 Honneurs de bataille du régiment

Les honneurs de bataille sont le droit donné par la Couronne au régiment d'apposer sur ses couleurs les noms des batailles ou des conflits dans lesquels il s'est illustré. The Royal Highland Fusiliers of Canada en ont reçu un total de 28.
| Première Guerre mondiale  | Première Guerre mondiale          |
| ------------------------- | --------------------------------- |
| Mont-Sorrel               | Somme, 1916                       |
| Arras, 1917, '18          | Côte 70                           |
| Ypres, 1917               | Amiens                            |
| Ligne Hindenburg          | Poursuite vers Mons               |
| Seconde Guerre mondiale   |                                   |
| Débarquement en Normandie | Caen                              |
| L'Orne (Buron) (en)       | Crête de Bourguébus               |
| Faubourg de Vaucelles     | Falaise                           |
| La Laison                 | Chambois                          |
| Boulogne, 1944            | Calais, 1944                      |
| L'Escaut                  | Savojaards Platt                  |
| Poche de Breskens         | La Rhénanie                       |
| Plaine du Waal            | La Hochwald                       |
| Le Rhin                   | Zutphen                           |
| Leer                      | Nord-Ouest de l'Europe, 1944-1945 |
| Guerre d'Afghanistan      |                                   |
| Afghanistan               |                                   |

## Lignée
Le régiment actuel est né de la fusion de deux régiments en 1965, The Highland Light Infantry of Canada et les Scots Fusiliers of Canada. En 1954, The Highland Light Infantry of Canada a fusionné avec The Perth Regiment et portait alors le nom de « The Perth and Waterloo Regiment (Highland Light Infantry of Canada) », mais cette fusion cessa en 1957. The Perth Regiment a été réduit à un effectif nul et transféré à l'ordre de bataille supplémentaire en 1965. De 1946 à 1959, les Scots Fusiliers of Canada ont été convertis en une unité d'artillerie.
| Avant la fusion | Avant la fusion                                                                     |
| --- | ----------------------------------------------------------------------------------- |
| 29th "Waterloo Battalion of Infantry" (14 septembre 1866)                                                               |                                                                                     |
| 29th Waterloo Regiment (8 mai 1900)                                                                                     |                                                                                     |
| 29th Regiment (Highland Light Infantry of Canada) (15 avril 1915)                                                       | 108th Regiment (créé le 21 septembre 1914, mais baptisé le 1er février 1915)        |
| The Highland Light Infantry of Canada (29 mars 1920)                                                                    | The Waterloo Regiment (29 mars 1920)                                                |
| The Highland Light Infantry of Canada (29 mars 1920)                                                                    | North Waterloo Regiment (3 août 1920)                                               |
| The Highland Light Infantry of Canada (29 mars 1920)                                                                    | The Scots Fusiliers of Canada (15 septembre 1928                                    |
| 2nd (Reserve) Battalion, The Highland Light Infantry of Canada (7 novembre 1940)                                        | 2nd (Reserve) Battalion, The Scots Fusiliers of Canada (5 mars 1942)                |
| 2nd (Reserve) Battalion, The Highland Light Infantry of Canada (7 novembre 1940)                                        | The Scots Fusiliers of Canada (Reserve) (15 octobre 1943)                           |
| 2nd (Reserve) Battalion, The Highland Light Infantry of Canada (7 novembre 1940)                                        | The Scots Fusiliers of Canada (7 novembre 1945)                                     |
| The Highland Light Infantry of Canada (1er mai 1946)                                                                    | 54th Light Anti-Aircraft Regiment (Scots Fusiliers of Canada), RCA (1er avril 1946) |
| The Perth and Waterloo Regiment (Highland Light Infantry of Canada) (1er octobre 1954 ; fusion avec The Perth Regiment) | 54th Light Anti-Aircraft Regiment (Scots Fusiliers of Canada), RCA (1er avril 1946) |
| The Highland Light Infantry of Canada (1er avril 1957 ; fin de la fusion avec The Perth Regiment)                       | The Scots Fusiliers of Canada (1er décembre 1959)                                   |
| Après la fusion |                                                                                     |
| The Highland Fusiliers of Canada (26 février 1965)                                                                      |                                                                                     |
| The Royal Highland Fusiliers of Canada (7 juillet 1998)                                                                 |                                                                                     |

## Perpétuations
The Royal Highland Fusiliers of Canada perpétuent l'histoire de trois bataillons du Corps expéditionnaire canadien (CEC) de la Première Guerre mondiale : les 34e, 111e et 118e Bataillon "outre-mer", CEC.
Le 34e Bataillon a été créé le 7 novembre 1914. Le 23 octobre 1915, il s'embarqua pour la Grande-Bretagne où il servit à fournir des renforts aux troupes canadiennes au front. Le 27 novembre 1916, il fut réorganisé en tant que le « 34th Boy's Bataillon, CEF ». Il fut officiellement dissous le 17 juillet 1917.
Le 111e Bataillon a été créé le 22 décembre 1915. Le 25 septembre 1916, il s'embarqua pour la Grande-Bretagne où son personnel fut transféré au 35e Bataillon "outre-mer", CEC le 13 octobre. Le 35e Bataillon servait à fournir des renforts aux troupes canadiennes au front. Le 111e Bataillon fut officiellement dissous le 21 mai 1917.
Le 118e Bataillon a été créé le 22 décembre 1915. Il s'embarqua pour la Grande-Bretagne le 22 janvier 1917 où son personnel fut transféré au 25e Bataillon "outre-mer", CEC le 6 février. Celui-ci servait à fournir des renforts aux troupes canadiennes au front. Le 118e Bataillon fut officiellement dissous le 17 juillet 1917.

## Traditions et patrimoine

Drapeau de camp des Royal Highland Fusiliers of Canada

Les traditions et les symboles des Royal Highland Fusiliers of Canada sont les éléments essentiels à l'identité régimentaire. Le symbole le plus important est l'insigne du régiment qui est composé de l'étoile de l'ordre du Chardon d'argent lisérée d'azur sur laquelle il y a, au centre, une grenade d'or portant le monogramme des lettres « HLI » d'argent avec des flammes brochantes au naturel et chargée de la couronne royale également au naturel. Sous la grenade, il y a un listel d'azur portant l'inscription « Canada » en lettres majuscules d'or. Finalement, en pointe de la croix, il y a un listel portant l'inscription « Defence not defiance », qui est la devise du régiment signifiant « Défense et non défiance » en anglais, en lettres majuscules d'or. L'étoile de l'ordre du Chardon est un symbole généralement associé aux régiments « highlands » tandis que la grenade est un symbole associé aux fusiliers. Les lettres « HLI » du monogramme « HLI » rappelle The Highland Light Infantry of Canada, l'un des deux régiments qui ont été fusionnés pour former le régiment actuel en 1965. Un autre élément important de l'identité d'un régiment sont les marches régimentaires. Les marches des Royal Highland Fusiliers of Canada sont The Highland Laddie et Seann Triubhas.
Outre sa structure opérationnelle, le régiment possède une gouvernance cérémonielle. La position la plus importante de cette gouvernance est celle de colonel en chef. Historiquement, le colonel en chef d'un régiment était son mécène, souvent royal. Le colonel en chef des Royal Highland Fusiliers of Canada est Son Altesse Royale le duc d'York, le prince Andrew. Le régiment est jumelé avec un régiment de la British Army, The Royal Regiment of Scotland.